# Oxycera zambesina
Oxycera zambesina är en tvåvingeart som först beskrevs av Lindner 1961.  Oxycera zambesina ingår i släktet Oxycera och familjen vapenflugor.
Artens utbredningsområde är Zimbabwe. Inga underarter finns listade i Catalogue of Life.